# چینو (فیلم ۱۹۷۳)
چینو (ایتالیایی: Valdez, il mezzosangue) یک فیلم سینمایی ایتالیایی در ژانر وسترن محصول سال ۱۹۷۳ با بازی چارلز برانسون، جیل ایرلند، مارسل بوزوفی و وینسنت وان پاتن است. عنوان اصلی زبان انگلیسی که در ابتدای فیلم نشان داده می‌شد اسبهای والدز است، همان عنوانی که رمان فیلم بر اساس آن بنا شده‌است. این فیلم یک تولید مشترک بین کشورهای ایتالیا، اسپانیا و فرانسه بود که در اسپانیا و با بودجه ایتالیایی و فرانسوی فیلمبرداری شد.

## بازیگران
- چارلز برانسون در نقش چینو والدز
- جیل ایرلند به عنوان کاترین
- مارسل بوزوفی به عنوان مارال
- وینسنت وان پاتن نقش جیمی واگنر
- فاستو توزی به عنوان کروز
- اتوره مانی به عنوان کلانتر
- کورادو گیپا نقش پاد
- ملیسا کیمنتی به عنوان دختر سرخپوست [۲]